# Awá (Cuaiquer)
Os Awá, conhecidos como Cuaiquer (ou Kwaiker) são um povo indígena que vive nos dois lados da fronteira entre a Colômbia e o Equador, nas florestasúmidas da encosta ocidental dos Andes; do rio Telembi, em Nariño, até Esmeraldas e Cárchi. São mais de 50.000 pessoas, 89% das quais vivem no lado colombiano, em Ricaurte, Tumaco, Barbacoas, Mallama, Magüi, Roberto Payán e em Orito e Villagarzón, no Putumayo. A maioria fala a língua awa pit.

## Nome
Inicialmente os conquistadores os chamavam de "barbacoas" "por causa do formato de suas casas. Também eram chamados de "telembíes" pelo nome do rio. Durante o século XVII eram conhecidos como sindaguas (sintawa) e nas primeiras décadas daquele século desenvolveram uma guerra de extermínio contra eles. Mais tarde, as pessoas que percorriam a estrada que comunicava Barbacoas com Pasto, passaram a chamá-los de Cuaiquer, que era o nome originario do rio que hoje é chamado Güiza.

## Economia

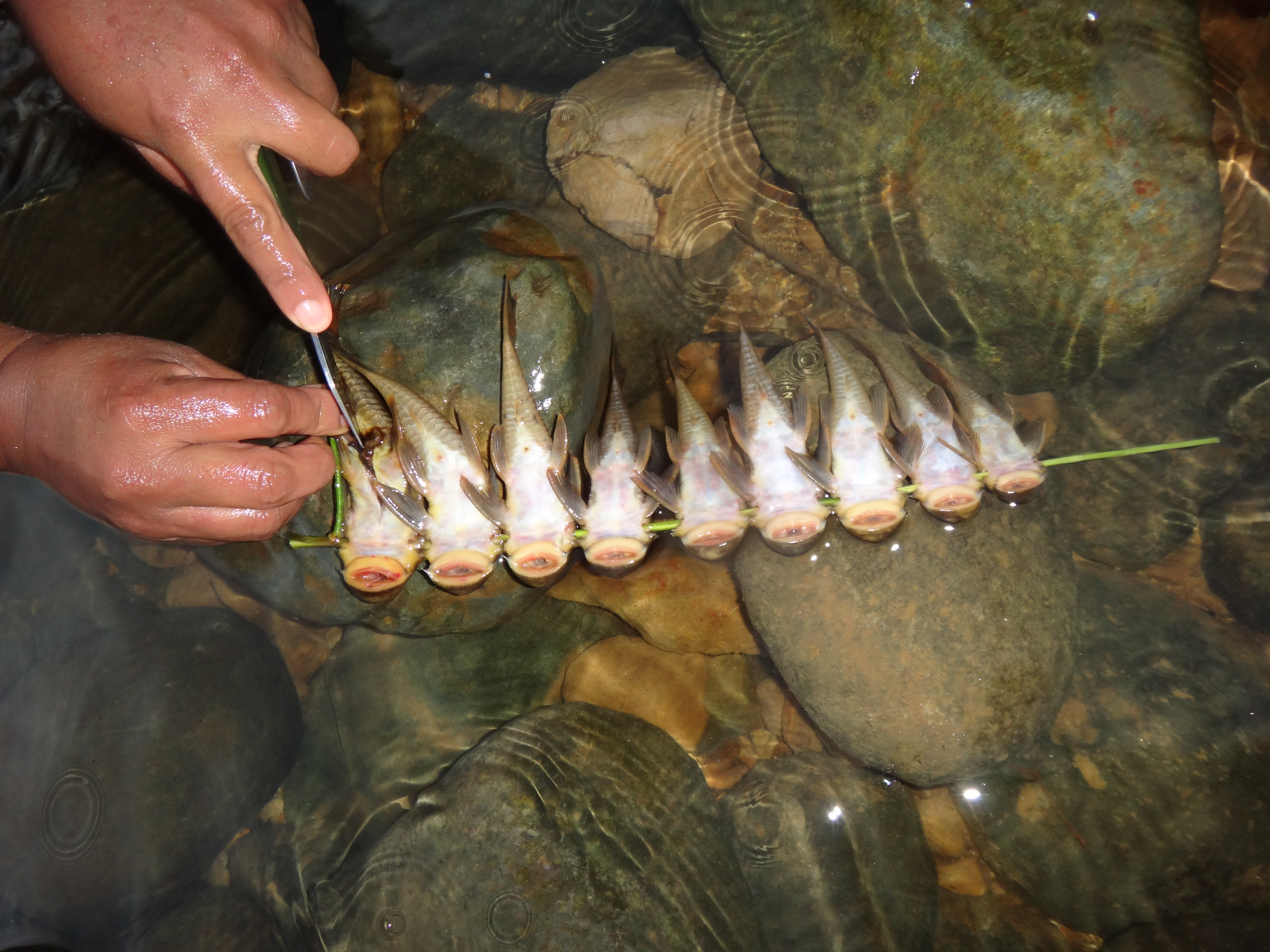
Preparação da guaña pelos Awá.

Praticam a agricultura itinerante. As culturas mais freqüentes são milho, mandioca, banana, abacaxi, feijão e cana-de-açúcar. Cultivam as terras baixas e caçam nas terras altas, onde preservam a floresta. Entre os animais mais caçados estão o gambá e vários roedores como o esquilo, o puyoso (rato do mato) e o tatu. Também praticam a pesca da guaña (especie de peixe cascudo), a captura de caranguejos, e a coleta de frutos silvestres, e de larvas de insetos como o cuso da banana, e a "gualpa" (cuso da pupunha). Eles criam perus, porcos, porquinhos-da-índia, patos e galinhas. Antigamente faziam seus vestidos com cascas. Eles ainda fabricam seus chapéus com fibra de "terete".

## Cosmologia
Para os Awá há quatro mundos (Su):
- Ampara Su onde mora o Criador;
- Kutnha Su onde moram todos os mortos;
- Pas Su este mundo onde estamos;
- Masa Su onde moram a gente pequena que come fumaça.[5]